# Cohorte (démographie)
Pour les articles homonymes, voir Cohorte.

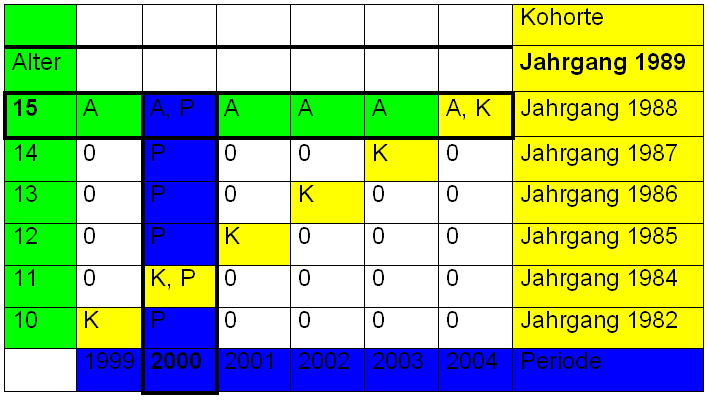
A : effet d'âge,K : effet de cohorte,P : effet de période

Une cohorte désigne un ensemble d'individus ayant vécu un même événement au cours d'une même période. 
Exemple : la cohorte des femmes ayant eu leur premier enfant en 2005. 
Pour les cohortes de naissances, on utilise plus volontiers le mot de génération : la génération 2005 est la cohorte des enfants nés en 2005.
Pour les cohortes de mariages, on utilise aussi le mot de promotion : la promotion 2005 est la cohorte des couples unis en 2005.

## Cohorte (Analyse de données)
En analyse de données, la cohorte résulte d'un processus de segmentation qui permet d’étudier dans le temps le comportement d’une population ayant pour point commun un événement précis (agi ou subi) sur une même période. Une fois la période et l’évènement déterminés, on pourra étudier cette cohorte sur toute période (antérieure comme postérieure à cet évènement) pour découvrir les corrélations, points de convergence et points de différenciation. La cohorte fige le triptyque visiteur/action/période dans un segment. Il devient alors possible d’étudier le comportement de cette population dans le temps.